# Восход (Чечерский район)
Восход (бел. Васход) — нежилой посёлок в Оторском сельсовете Чечерского района Гомельской области Белоруссии.

## География

### Расположение
В 5 км на северо-запад от Чечерска, 42 км от железнодорожной станции Буда-Кошелёвская (на линии Гомель — Жлобин), 70 км от Гомеля.

### Гидрография
На востоке, севере и западе — мелиоративные каналы, соединённые с рекой Чечора (приток реки Сож).

## Транспортная сеть
Транспортные связи по просёлочной, затем автомобильной дороге Корма — Чечерск. Деревянная крестьянская усадьба около просёлочной дороги.

## История
Основан в начале XX века переселенцами из соседних деревень. В 1926 году почтовый пункт, в Ипполитовском сельсовете Чечерского района Гомельского округа. В 1929 году организован колхоз. Согласно переписи 1959 года в составе колхоза «50 лет БССР» (центр — деревня Отор).

## Население

### Численность
- 2004 год — жителей нет.

### Динамика
- 1926 год — 17 дворов, 95 жителей.
- 1959 год — 55 жителей (согласно переписи).
- 2004 год — жителей нет.